# Zápisník

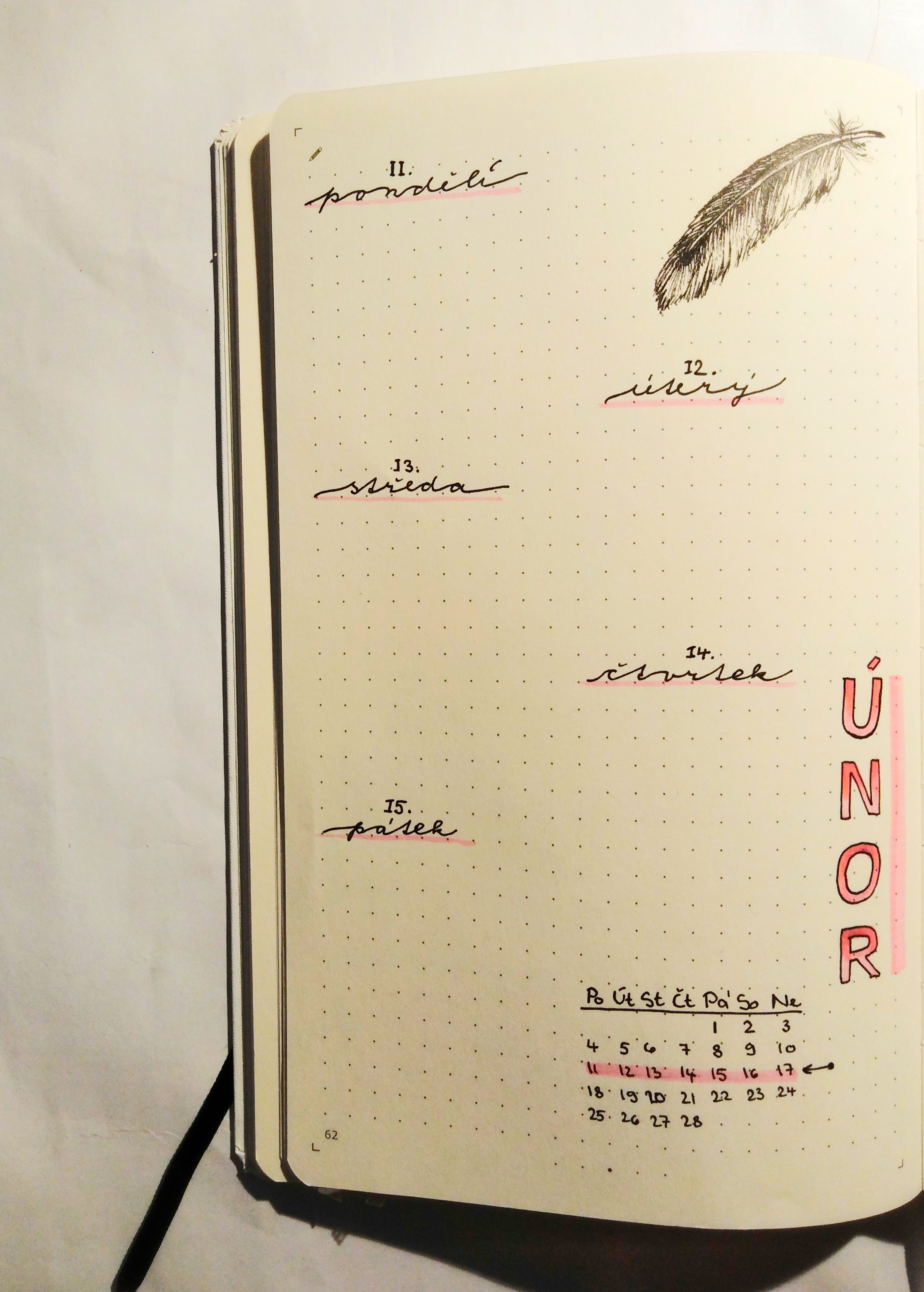
Zápisník 365 s ukázkou vlastního týdenního a měsíčního rozvrhu

Zápisník je papírový blok nebo sešit s prostorem pro psaní poznámek a k zaznamenávání informací, dat a plánů. Od diáře se zápisník liší tím, že není datovaný, tedy neobsahuje kalendárium ani jmenné kalendárium. Prostor k zápisu poznámek je buď čistý, linkovaný nebo kostkovaný, či jinak speciálně graficky upravený do tabulek, diagramů a šablon.
Rozměry zápisníků se různí podle výrobce. Většina výrobců nabízí zápisníky podle standardních formátů papírů: A4, B5, B6 a A5, někteří výrobci používají také označení L, M a S.
Zápisníky mohou mít pevnou vazbu, kroužkovou vazbu nebo podobu, kdy se volné listy různých obsahů vkládají do desek. Desky bývají plastové, koženkové, látkové, laminované, rovněž kožené s různými prvky šití či průseky. Materiál desek může být například kůže, koženka, látka, plast nebo karton, desky mohou být jednobarevné nebo různě barevné, či opatřené fotografií nebo grafikou. Zápisníky mohou být vyrobené z recyklovaných materiálů a také být recyklovatelné. Doplňkem zápisníku může být například gumička přes desky, záložka, poutko na propisku nebo kapsičky na další papíry.